# Viva Sapato!
Viva Sapato! é um filme Espanhol-brasileiro de 2004, do gênero comédia, dirigido por Luiz Carlos Lacerda. O filme conta a história da dançarina cubana Dolores, interpretada por Laura Ramos. Conta ainda com Ney Latorraca, Cláudia Mauro, Irene Ravache, José Wilker e Isadora Ribeiro nos personagens centrais. O slogan do filme é Viva Sapato! - As vezes é muito difícil encontrar o sapato certo.

## Sinopse
Dolores, uma belíssima dançarina cubana que decide abandonar seu casamento desastroso para abrir um restaurante à beira mar, em parceria com a tia que mora no Brasil. Ela fica furiosa ao receber como presente da tia um par de sapatos de dança, em vez da ajuda financeira prometida. Sem dinheiro, vende os sapatos por alguns trocados. Todos os seus planos parecem ter ido por água abaixo, até que ela descobre que o dinheiro estava escondido nos grandes saltos dos sapatos.

## Elenco
- Jorge Sanz .... José
- Laura Ramos .... Dolores
- Ney Latorraca .... Claudionor
- Cláudia Mauro .... Conchita
- Irene Ravache .... Isolda
- María Galiana .... Mercedez
- Vladimir Cruz .... Carlos
- Paula Burlamaqui .... Trini
- Caio Junqueira .... Jobson
- Isadora Ribeiro .... Eugenia Maria
- Maitê Proença .... Caroline
- Marcello Antony .... Fifi Capote
- Ângela Vieira .... Dra. Máxima
- José Wilker .... Fernando
- Zezé Motta
- Marcello Melo ---- Clemerson